# Serious Sam 3: BFE
Serious Sam 3: BFE – strzelanka pierwszoosobowa wyprodukowana przez Croteam i wydana przez Devolver Digital. Została wydana 22 listopada 2011 na Microsoft Windows, następnie 23 kwietnia 2012 na system macOS. Wersja na Xboxa 360 została wydana 17 października 2012, natomiast wersja na PlayStation 3 13 maja 2014. Jest to prequel Serious Sam: Pierwsze starcie.

## Rozgrywka
Gracz wciela się w postać Serious Sama, który ma powstrzymać Mentala (Tah-Um) i jego hordy kosmitów. Akcja gry rozgrywa się w Egipcie.
W grze zaimplementowano tryb gry wieloosobowej, poprzez internet może uczestniczyć 16 graczy w trybie kampanii, Deathmatch i Beast Hunt, na jednym komputerze w trybie podzielonego ekranu mogą grać równocześnie cztery osoby.

## Fabuła
Serious Sam 3: BFE jest prequelem Serious Sam: Pierwsze starcie i przedstawia przygody Sama przed przeniesieniem się w czasie. Przed rokiem 2060 ludzkość powoli zaczynała odkrywać artefakty i ruiny pozostawione w starożytności przez Sirianów. Niestety, Mental wybrał ten czas, aby zwrócić jego uwagę na Ziemię. Wysyła swoją flotę kosmiczną, niosąc swoje niekończące się hordy, by zaatakować Ziemię, prowadząc podbój, który doprowadził ludzkość niemal do stanu wymarcia. W ostatniej próbie ocaleni zwracają się do Time-Locka, niedawno odkrytego urządzenia podobno zdolnego do podróżowania w czasie. Dzięki niemu osoba ta może osiągnąć decydujący punkt w czasie i zmienić wydarzenia z przeszłości. Ponieważ jednak urządzenie jest uśpione, muszą najpierw znaleźć sposób, aby je włączyć.